# Chinees Taipei op de Olympische Zomerspelen 2000
Chinees Taipei nam deel aan de Olympische Zomerspelen 2000 in Sydney, Australië. 

## Medailleoverzicht
| Sport         | Olympiër          | Discipline    | Medaille |
| ------------- | ----------------- | ------------- | -------- |
| Gewichtheffen | Li Feng-Ying      | -53kg (v)     | Zilver   |
| Taekwondo     | Huang Chih-hsiung | -58kg (m)     | Brons    |
| Taekwondo     | Chi Shu-Ju        | -57kg (v)     | Brons    |
| Tafeltennis   | Chen Jing         | enkelspel (v) | Brons    |
| Gewichtheffen | Kuo Yi-Hang       | -75kg (v)     | Brons    |

## Deelnemers en resultaten
(m) = mannen, (v) = vrouwen

### Atletiek
| Olympiër      | Discipline      | Resultaat | Prestatie                                        |
| ------------- | --------------- | --------- | ------------------------------------------------ |
| Tien-Wen Chen | 400m horden (m) | 23e       | serie 2: 5e in 49,93 halve finale 1: 8e in 50,52 |
|               |                 |           |                                                  |
| Tien-Wen Chen | 100m (v)        | 63e       | serie 9: 7e in 12,22                             |

### Badminton
| Olympiër                   | Discipline     | Resultaat | Prestatie |
| -------------------------- | -------------- | --------- | --- |
| Fung Permadi               | enkelspel (m)  | 9e        | 1e ronde: vrij 2e ronde: W van BUL Popov: 15-0, 15-4 3e ronde: V van DEN Gade: 8-15, 7-15                                       |
|                            |                |           | |
| Chan Ya-lin                | enkelspel (v)  | 9e        | 1e ronde: vrij 2e ronde: W van AUS Head: 11-1, 11-1 3e ronde: V van NED Audina: 2-11, 2-11                                      |
| Huang Chia-chi             | enkelspel (v)  | 5e        | 1e ronde: vrij 2e ronde: W van BUL Boteva: 11-1, 11-5 3e ronde: W van KOR Lee: 11-9, 11-6 kwartfinale: V van CHN Ye: 3-11, 4-11 |
| Chan Ya-lin Huang Chia-chi | dubbelspel (v) | 17e       | 1e ronde: V van KOR Lee/Yim Kyung-jin: 11-15, 15-8, 12-15                                                                       |

### Boogschieten
| Olympiër                           | Discipline      | Resultaat | Prestatie |
| ---------------------------------- | --------------- | --------- | --- |
| Liu Pi-yu                          | individueel (v) | 17e       | plaatsingsronde: 8e met 647 punten 1e ronde: W van DEN Poulsen: 161-152 2e ronde: V van CHN Yang: 157-160         |
| Lin Yi-yin                         | individueel (v) | 17e       | plaatsingsronde: 12e met 640 punten 1e ronde: W van GEO Diasamidze: 158-140 2e ronde: V van RUS Bolotova: 157-158 |
| Wen Chia-ling                      | individueel (v) | 17e       | plaatsingsronde: 30e met 628 punten 1e ronde: W van FRA Pissis: 151-149 2e ronde: V van KOR Kim: 158-162          |
| Liu Pi-yu Lin Yi-yin Wen Chia-ling | team (v)        | 5e        | plaatsingsronde: 8e met 1915 punten 1e ronde: vrij kwartfinale: V van Turkije: 227-234                            |

### Gewichtheffen
| Olympiër       | Discipline | Resultaat | Prestatie                                                    |
| -------------- | ---------- | --------- | ------------------------------------------------------------ |
| Wang Shin-yuan | -56kg (m)  | 4e        | trekken: 2e met 125kg stoten: 4e met 160kg totaal: 285kg     |
| Yang Chin-yi   | -56kg (m)  | 8e        | trekken: 7e met 120kg stoten: 9e met 150kg totaal: 270kg     |
|                |            |           |                                                              |
| Li Feng-ying   | -53kg (v)  | Zilver    | trekken: 2e met 97,5kg stoten: 2e met 115kg totaal: 212,5kg  |
| Kuo Yi-hang    | -75kg (v)  | Brons     | trekken: 3e met 107,5kg stoten: 2e met 137,5kg totaal: 245kg |

### Gymnastiek
| Olympiër      | Discipline               | Resultaat | Prestatie                           |
| ------------- | ------------------------ | --------- | ----------------------------------- |
| LLin Yung-Hsi | meerkamp individueel (v) | 51e       | kwalificatie: 51e met 51,674 punten |

### Judo
| Olympiër        | Discipline | Resultaat | Prestatie                                                   |
| --------------- | ---------- | --------- | ----------------------------------------------------------- |
| Chen Chun-Ching | -81kg (m)  | 21e       | 1e ronde: V van BLR Kukharenka                              |
| Lee Chih-Feng   | -90kg (m)  | 21e       | 1e ronde: V van ESP González                                |
| Yen Kuo-Che     | -100kg (m) | 21e       | 1e ronde: V van GEO Jikurauli                               |
|                 |            |           |                                                             |
| Shih Pei-Chun   | -52kg (v)  | 15e       | 1e ronde: W van MAD Ravaoarisao 2e ronde: V van ARG Mariani |
| Hsu Yuan-Lin    | -78kg (v)  | 20e       | 1e ronde: V van ESP Miguel                                  |
| Lee Hsiao-Hung  | +78kg (v)  | 15e       | 1e ronde: W van BUL Bozhilova 2e ronde: V van BRA Marques   |

### Schietsport
| Olympiër    | Discipline     | Resultaat | Prestatie                                                            |
| ----------- | -------------- | --------- | -------------------------------------------------------------------- |
| Lin Yi-Chun | dubbeltrap (v) | 4e        | kwalificatie: 6e met 100 punten (35-35-30) finale: 4e met 134 punten |

### Schoonspringen
| Olympiër      | Discipline    | Resultaat | Prestatie                                                                                  |
| ------------- | ------------- | --------- | ------------------------------------------------------------------------------------------ |
| Han-Hung Chen | 3m plank (m)  | 49e       | voorronde: 49e met 188,46 punten                                                           |
|               |               |           |                                                                                            |
| Chen Ting     | 3m plank (v)  | 29e       | voorronde: 29e met 229,77 punten                                                           |
| Tsai Yi-San   | 3m plank (v)  | 41e       | voorronde: 41e met 181,92 punten                                                           |
| Hsieh Pei-Hua | 10m toren (v) | 17e       | voorronde: 13e met 284,91 punten halve finale: 18e met 126,66 punten totaal: 411,57 punten |

### Taekwondo
| Olympiër          | Discipline | Resultaat | Prestatie |
| ----------------- | ---------- | --------- | --- |
| Huang Chih-hsiung | -58kg (m)  | Brons     | voorronde: W van JPN Higuchi: 4-0 kwartfinale: V van GRE Mouroutsos: 1-2 herkansingen: W van EGY Abada: 7-2 herkansingen 2: W van HUN Salim: 1-0 bronzen finale: W van ARG Taraburelli: 3-0 |
| Hsu Chi-hung      | -68kg (m)  | 11e       | voorronde: V van IRI Saei: 2-5 |
|                   |            |           | |
| Chi Shu-ju        | -49kg (v)  | Brons     | voorronde: W van GER Helvacioglu: 1-0 kwartfinale: V van AUS Burns: 3-3 herkansingen: W van TUR Güvenc: 3-0 bronzen finale: W van DEN Poulsen: 4-0                                          |
| Hsu Chih-ling     | -57kg (v)  | 8e        | voorronde: W van AUS Cameron: 6-0 kwartfinale: V van TUR Tosun: 3-6 |

### Tafeltennis
| Olympiër                       | Discipline     | Resultaat | Prestatie |
| ------------------------------ | -------------- | --------- | --- |
| Chiang Peng-Lung               | enkelspel (m)  | 9e        | groepsfase: vrij 2e ronde: W van GRE Kreanga: 3-0 (25-23, 21-12, 24-22) 3e ronde: V van CHN Liu: 0-3 (11-21, 13-21, 19-21) |
| Chang Yen-shu                  | enkelspel (m)  | 9e        | groep N: 1e W van AUT Yi: 3-0 W van TUN Hamam: 3-0 2e ronde: V van BLR Samsonov: 0-3 (14-21, 21-23, 14-21) |
| Chiang Peng-Lung Chang Yen-shu | dubbelspel (m) | 9e        | groepsfase: vrij 2e ronde: W van DEN Maze/Tugwell: 3-0 (21-19, 21-15, 22-20) 3e ronde: V van KOR Lee/Ryu: 2-3 (21-13, 15-21, 21-10, 21-23, 18-21) |
|                                |                |           | |
| Chen Jing                      | enkelspel (v)  | Brons     | groepsfase: vrij 2e ronde: W van SWE Svensson: 3-0 (25-23, 21-6, 22-20) 3e ronde: W van HUN Toth: 3-0 (21-14, 21-9, 21-14) kwartfinale: W van GER Gotsch: 3-2 (17-21, 19-21, 21-13, 21-10, 21-17) halve finale: V van CHN Wang: 1-3 (21-12, 20-22, 17-21, 15-21) bronzen finale: W van SIN Jing: 3-1 (18-21, 21-14, 21-15, 21-10) |
| Chen-Tong Fei-Ming             | enkelspel (v)  | 9e        | groep K: 1e W van UKR Kovtun: 3-0 W van VEN Ramos: 3-0 2e ronde: W van GER Schopp: 3-2 (16-21, 21-19, 15-21, 21-9, 21-10) 3e ronde: V van JPN Koyama: 2-3 (26-24, 22-20, 6-21, 19-21, 15-21) |
| Xu Jing                        | enkelspel (v)  | 9e        | groep E: 1e W van HUN Molnar: 3-0 W van TKM Steshenko: 3-0 2e ronde: V van JPN Konishi: 0-3 (15-21, 12-21, 15-21) |
| Chen Jing Xu Jing              | dubbelspel (v) | 9e        | groepsfase: vrij 2e ronde: V van ROU Badescu/Steff: 0-3 (15-21, 21-23, 20-22) |
| Tsui Hsiu-Li Yu Feng-Yun       | dubbelspel (v) | 17e       | groep G: 2e 2e ronde: V van CRO Bentsen/Boros: 1-2 W van NGR Kaffo/Oshonaike: 2-0 |

### Tennis
| Olympiër                | Discipline     | Resultaat | Prestatie                                                |
| ----------------------- | -------------- | --------- | -------------------------------------------------------- |
| Janet Lee Weng Tzu-Ting | dubbelspel (v) | 17e       | 1e ronde: V van UKR Tatarkova/Zaporozjanova: 3-6, 6-7(4) |

### Wielersport
| Olympiër       | Discipline       | Resultaat | Prestatie              |
| Baan           | Baan             | Baan      | Baan                   |
| -------------- | ---------------- | --------- | ---------------------- |
| Fang Fen-Fang  | puntenkoers (v)  | 13e       | 0 punten (op 2 ronden) |
| Weg            |                  |           |                        |
| Chen Chiung-Yi | wegwedstrijd (v) | 45e       | 3:28.00                |

### Zeilen
| Olympiër  | Discipline  | Resultaat | Prestatie                                  |
| --------- | ----------- | --------- | ------------------------------------------ |
| Ted Huang | mistral (m) | 13e       | 100 punten: (6-7-16-22-14-17-13-6-8-14-16) |

### Zwemmen
| Olympiër         | Discipline           | Resultaat | Prestatie               |
| ---------------- | -------------------- | --------- | ----------------------- |
| Huang Chih-yung  | 50m vrije slag (m)   | 51e       | serie 4: 7e in 24,01    |
| Wu Nien-pin      | 100m vrije slag (m)  | 55e       | serie 5: 6e in 52,72    |
| Wu Nien-pin      | 200m vrije slag (m)  | 38e       | serie 3: 7e in 1.54,58  |
| Li Yun-Lin       | 400m vrije slag (m)  | 41e       | serie 1: 3e in 4.03,10  |
| Li Yun-Lin       | 1500m vrije slag (m) | 40e       | serie 1: 2e in 16.13,05 |
| Yang Shang-hsuan | 100m schoolslag (m)  | 40e       | serie 5: 4e in 1.04,54  |
| Li Tsung-chueh   | 200m schoolslag (m)  | 40e       | serie 3: 2e in 2.19,30  |
| Tseng Cheng-Hua  | 100m vlinderslag (m) | 52e       | serie 3: 5e in 56,39    |
| Tseng Cheng-Hua  | 200m vlinderslag (m) | 38e       | serie 1: 1e in 2.03,62  |
| Wu Nien-Pin      | 200m wisselslag (m)  | 44e       | serie 3: 6e in 2.08,85  |
| Hsu Kuo-Tung     | 400m wisselslag (m)  | 44e       | serie 1: 4e in 4.42,78  |
|                  |                      |           |                         |
| Chiang Tzu-Ying  | 50m vrije slag (v)   | 40e       | serie 5: 1e in 26,84    |
| Tsai Shu-Min     | 100m vrije slag (v)  | 46e       | serie 3: 8e in 59,39    |
| Tsai Shu-Min     | 200m vrije slag (v)  | 32e       | serie 3: 7e in 2.06,12  |
| Lin Chi-Chan     | 400m vrije slag (v)  | 25e       | serie 2: 4e in 4.17,76  |
| Lin Chi-Chan     | 800m vrije slag (v)  | 24e       | serie 1: 3e in 9.01,09  |
| Kuan Chia-Hsien  | 100m rugslag (v)     | 40e       | serie 2: 7e in 1.07,18  |
| Kuan Chia-Hsien  | 200m rugslag (v)     | 33e       | serie 1: 3e in 2.24,61  |
| Kuan Chia-Hsien  | 100m vlinderslag (v) | 41e       | serie 2: 1e in 1.03,52  |
| Kuan Chia-Hsien  | 200m vlinderslag (v) | 29e       | serie 4: 8e in 2.16,23  |

Albanië · Algerije · Amerikaanse Maagdeneilanden · Amerikaans-Samoa · Andorra · Angola · Antigua en Barbuda · Argentinië · Armenië · Aruba · Australië · Azerbeidzjan · Bahama's · Bahrein · Bangladesh · Barbados · België · Belize · Benin · Bermuda · Bhutan · Bolivia · Bosnië en Herzegovina · Botswana · Brazilië · Britse Maagdeneilanden · Brunei · Bulgarije · Burkina Faso · Burundi · Cambodja · Canada · Centraal-Afrikaanse Republiek · Chili · China · Chinees Taipei · Colombia · Comoren · Congo-Brazzaville · Congo-Kinshasa · Cookeilanden · Costa Rica · Cuba · Cyprus · Denemarken · Djibouti · Dominica · Dominicaanse Republiek · Duitsland · Ecuador · Egypte · El Salvador · Equatoriaal-Guinea · Eritrea · Estland · Ethiopië · Fiji · Filipijnen · Finland · Frankrijk · Gabon · Gambia · Georgië · Ghana · Grenada · Griekenland · Groot-Brittannië · Guam · Guatemala · Guinee · Guinee‑Bissau · Guyana · Haïti · Honduras · Hongarije · Hongkong · Ierland · IJsland · India · Indonesië · Irak · Iran · Israël · Italië · Ivoorkust · Jamaica · Japan · Jemen · Joegoslavië · Jordanië · Kaaimaneilanden · Kaapverdië · Kameroen · Kazachstan · Kenia · Kirgizië · Koeweit · Kroatië · Laos · Lesotho · Letland · Libanon · Liberia · Libië · Liechtenstein · Litouwen · Luxemburg · Macedonië · Madagaskar · Malawi · Malediven · Maleisië · Mali · Malta · Marokko · Mauritanië · Mauritius · Mexico · Micronesië · Moldavië · Monaco · Mongolië · Mozambique · Myanmar · Namibië · Nauru · Nederland · Nederlandse Antillen · Nepal · Nicaragua · Nieuw-Zeeland · Niger · Nigeria · Noord-Korea · Noorwegen · Oeganda · Oekraïne · Oezbekistan · Oman · Oostenrijk · Pakistan · Palau · Palestina · Panama · Papoea-Nieuw-Guinea · Paraguay · Peru · Polen · Portugal · Puerto Rico · Qatar · Roemenië · Rusland · Rwanda · Saint Kitts en Nevis · Saint Lucia · Saint Vincent en Grenadines · Salomonseilanden · Samoa · San Marino ·  Sao Tomé en Principe · Saoedi-Arabië · Senegal · Seychellen · Sierra Leone · Singapore · Slovenië · Slowakije · Soedan · Somalië · Spanje · Sri Lanka · Suriname · Swaziland · Syrië · Tadzjikistan · Tanzania · Thailand · Togo · Tonga · Trinidad en Tobago · Tsjaad · Tsjechië · Tunesië · Turkije · Turkmenistan · Uruguay · Vanuatu · Venezuela · Verenigde Arabische Emiraten · Verenigde Staten · Vietnam · Wit-Rusland · Zambia · Zimbabwe · Zuid-Afrika · Zuid-Korea · Zweden · Zwitserland · Individuele olympische atleten